# Cuq, Lot-et-Garonne
Cuq là một xã thuộc tỉnh Lot-et-Garonne trong vùng Nouvelle-Aquitaine phía tây nam nước Pháp. Xã này nằm ở khu vực có độ cao trung bình 161 mét trên mực nước biển.
Sông Aurone tạo thành phần lớn ranh giới phía đông.